# النا پیروژکووا
النا پیروژکووا (انگلیسی: Elena Pirozhkova; ۱۳ اکتبر ۱۹۸۶ – ) کشتی‌گیر اهل ایالات متحده آمریکا بود.
وی در مسابقات کشوری و بین‌المللی در مجموع برندهٔ ۱ مدال طلا، ۲ مدال نقره، ۱ مدال برنز شده‌است.